# Guillem I de Tolosa
|  | Per a altres significats, vegeu «Sant Guillem (desambiguació)». |

Guillem I el Sant (768 - 812) va ser duc d'Aquitània (781-806) i comte de Tolosa (790-806). El 806 va abdicar i es va retirar a fer vida religiosa, i fundà el monestir de Sant Guilhem del Desert, on va morir. Va ser venerat com a sant i el 1066 va ser canonitzat. És conegut com a Guillem d'Aurenja, Guillem d'Aquitània, Guillem de Gel·lona o sant Guillem de Tolosa.

## Orígens familiars
Fill de Teodoric, comte d'Autun i d'Aula o Alda o Aldana. Era net per part de mare de Carles Martell i per tant, cosí de Carlemany. A la carta del 15 de desembre del 804 s'esmenten tres germans, Teudoí (comte d'Autun, mort després del 810), Adalem (comte de Poitou?) i Teodoric (comte de Ripuària, + 793), i dues germanes, Albana i Berta, i un nebot de nom Bertran. Les dues germanes foren monges al monestir de Gel·lona a partir del 804, en un establiment femení fundat expressament per a elles per Guillem, que ocupava el lloc que actualment ocupa l'església de Sant Bartomeu; van fundar una comunitat que es va perpetuar almenys fins al segle xiii; Albana i Berta van morir en olor de santedat i foren enterrades a la capella de Nostra Senyora. D'aquestes dues germanes, va agafar el nom un lloc de la diòcesi de Lodeva a uns 4 km del monestir de Gel·lona, conegut com el Pech de les dues Verges. Una altra germana de nom desconegut es va casar amb un noble de nom Frèdol que fou missus dominicus de Carlemany i fou la mare de Senegunda, casada amb Fulcoald I comte de Roergue i ancestres de la dinastia roergata de Tolosa.

## Fets destacables
Va ser paladí a la cort de l'emperador Carlemany, el qual li va encomanar l'any 781 que es fes càrrec del comtat de Tolosa amb el títol de duc d'Aquitània. Aquell mateix any es convertí en conseller de Lluís el Pietós. La regió ducal tolosana s'estenia cap a Septimània i la Gòtia al sud dels Pirineus, que en els següents anys caigueren en poder dels francs. Portava, doncs, el títol de duc, però també el de marquès per regir terres frontereres. El 785 va ajudar a la conquesta de Girona i altres punts de Gòthia. El 790, Corsó fou destituït com a comte a Tolosa i Guillem assumí el control directe del comtat i va cedir l'administració de Rasès i Conflent a Berà i del Rosselló a Gaucelm i probablement altres comtats a Adalelm. El 791 va lluitar contra els bascos. El 793, fou derrotat pels àrabs d'Abd-al-Màlik ibn Abd-al-Wàhid ibn Mughith en la batalla d'Orbieu, però aquests es van haver de retirar cap a la Cerdanya. El 801, va participar en el setge i conquesta de Barshiluna, junt amb Ademar de Narbona, Berà i d'altres.
El 804, va fundar l'monestir de Gel·lona sota la guia de Benet d'Aniana i dependència del monestir d'Aniàna, i és per això que especialment a França és conegut com a Guillem de Gel·lona. El 806, es creu que va estar en l'assemblea general de Thionville, realitzada a principis d'any, i va comunicar a Carlemany la seva intenció de retirar-se de la vida política i militar per dedicar-se a Déu al seu monestir. Devic i Vaisette narren la seva retirada seguint l'Acta sanctorum ordinii sancti Benedicti, saec. 4, part I, núm. 18, Vita S. Guillelmi, que dona idea de com eren les coses en aquell temps: "després de convèncer la seva família i amics, es va posar en viatge i després de donar grans almoines i alliberar alguns dels seus serfs va anar cap Alvèrnia, els pobles de la qual estaven sotmesos al seu govern (ducal) i es va presentar a Brioude, on va fer una demostració de la seva renúncia al món a l'església del cèlebre màrtir sant Julià, que com ell mateix havia estat home de guerra. Es va prostrar davant la seva tomba i va fer la seva pregària i després de deixar la seva cuirassa i el seu escut, que va oferir junt amb altres presents, va anar al vestíbul de l'església i va penjar el seu arc preparat amb una gran fletxa, el seu carcaix i la seva espasa, en la cerimònia habitual en aquestos casos. Després d'aquest dia, va deixar de viatjar com a gran senyor i va anar com a pelegrí, arribant així a Lodeva; en entrar en aquesta diòcesi, es va descalçar i es va revestir d'un cilici portant a les mans el tros de la verdadera creu que li havia regalat l'emperador, i va seguir cap al lloc del seu retir. L'abat de Gel·lona i els monjos, advertits de la seva arribada, van anar en processó a rebre'l i el van precedir en el camí, cosa que va molestar la seva modèstia, i així va entrar al monestir, on fou revestit de l'hàbit religiós el dia de sant Pere, 29 de juny del 806. Des del primer moment, el seu esperit i el seu cor van estar en consonància amb la seva opció i ja no es va mirar més que com el darrer dels monjos; va esdevenir un model de regularitat i de virtut per l'exactitud de les seves pràctiques de la regla, per la seva humilitat, la seva penitència i l'exercici dels oficis més baixos i més humils, de manera que es pot dir que va fer més bé al seu monestir pel seu exemple i la reputació de les seves gran virtuts que pels grans regals que li havia fet i les terres considerables que li havia donat".
Entre les millores que Guillem va aplicar al monestir, foren l'acabament dels edificis mercès a la liberalitat dels seus fills Bernat (futur Bernat de Septimània) i Gaucelm del Rosselló; també va fer millorar el camí que portava al monestir, que era rocós i escarpat d'un costat i amb el riu Erau a l'altre, aconseguint obrir un nou camí millor i a resguard de les inundacions del riu. El cultiu a la vora del monestir fou també iniciativa seva, tot i que la zona era rocosa i erma.
Va morir el 28 de maig del 812 i se'l va venerar com a sant. Fou enterrat a la dreta del gran altar de l'església del monestir, del costat de l'epístola, i encara s'hi conserva; donada la veneració popular, se li va haver de construir un altar. L'any 1066, l'Església catòlica el va canonitzar oficialment com a sant i el seu altar fou consagrat i les seves relíquies exposades en una caixa de plom. El 1568, els calvinistes es van apoderar de l'abadia, però els monjos van amagar la caixa sota el gran altar, on se la va trobar el 1679; per un braç del sant que es conserva al monestir, se suposa que fou un home robust i de gran alçada.

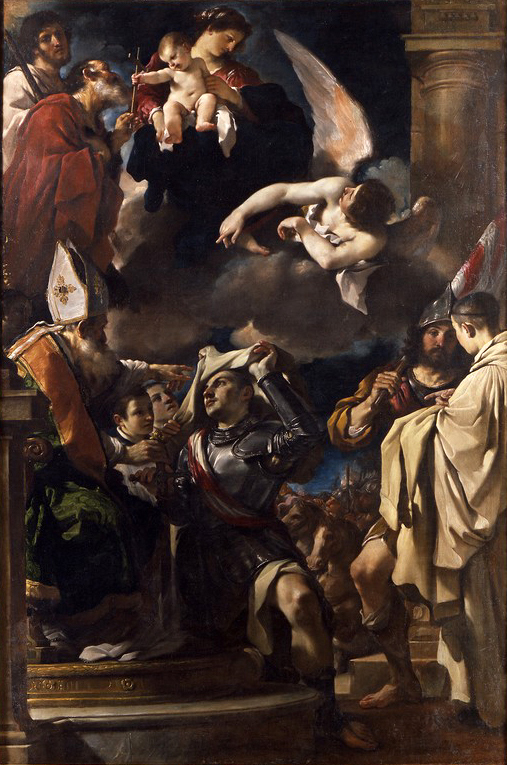
Sant Guillem rebent l'hàbit per Guercino (1620). Bolonya, Pinacoteca nazionale
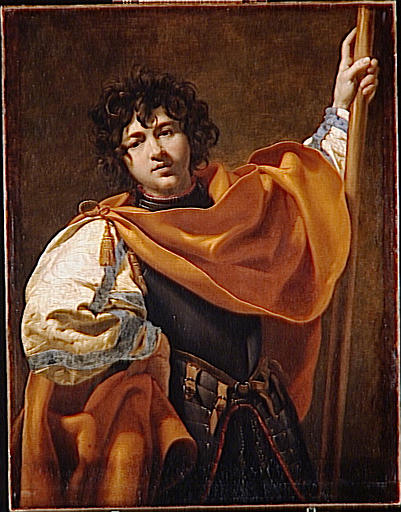
Sant Guillem d'Aquitània per Simon Vouet, ca. 1630 (París, Louvre)
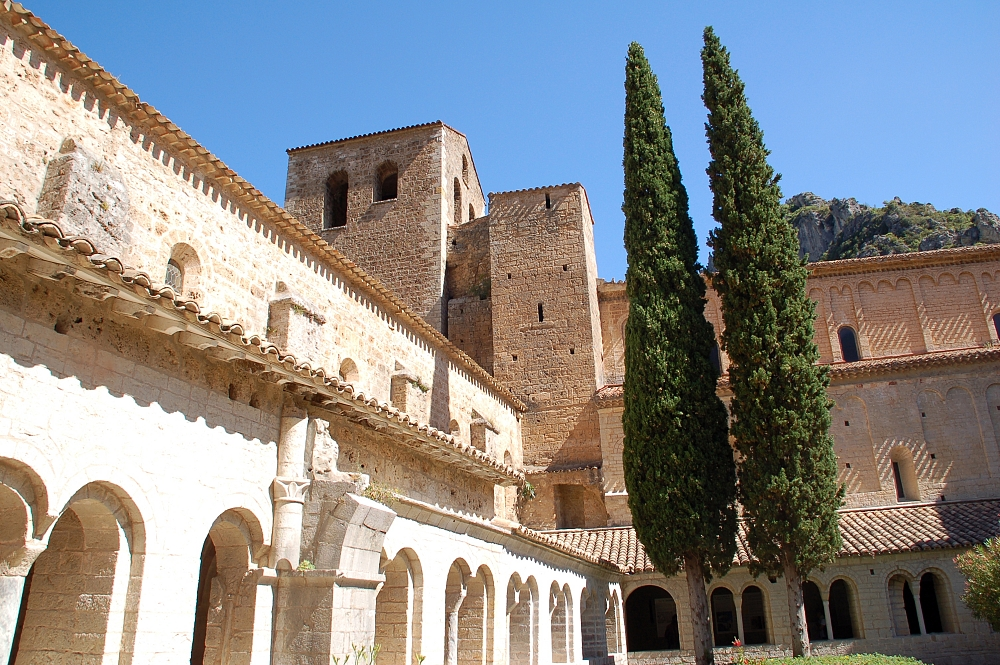
Claustre i abadia de Sant Guilhèm dau Desèrt
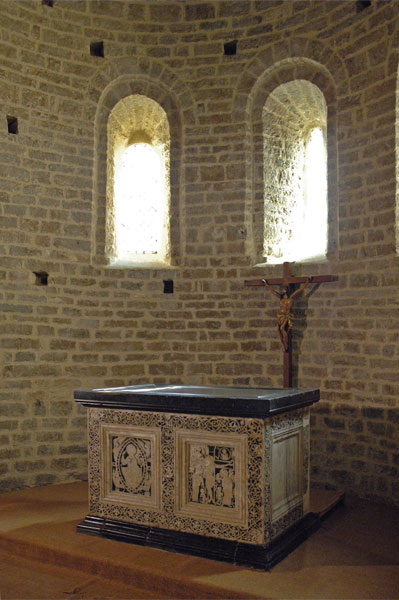
Altar de Sant Guillem, a l'abadia de Gel·lona, amb el sepulcre de marbre on va haver-hi les restes del sant des de 1138

## Núpcies i descendents
Casat en primeres núpcies amb Khunegunda d'Austràsia, filla de Carloman I, rei dels francs, junts van tenir 3 fills:
- Berà de Barcelona (?-844), comte de Barcelona.
- Gualdrada, comtessa consort de Wormgau esposa del comte Robert, morta vers 834.
- Gerberga o Herberga (?-834), (monja, tirada al riu Saône per ordre de Lotari I).

D'un segon matrimoni amb Guitburga va tenir:
- Bernat de Septimània (800-844), duc de Septimània.
- Gaucelm del Rosselló, (?-834), comte de Rasès i Conflent.
- Teodoric (?-841) (comte d'Autun per delegació de Bernat).
- Heribert (-841), comte (cegat per ordre de Lotari I el 830).
- Guarner (mort jove?).
- Guitgari (+ vers 832) (esmentat només en la fundació de l'abadia de Gel·lona).
- Adalelm o Hildehelm (esmentat només en la fundació de l'abadia de Gel·lona).
- Helmburgis o Helimbruc, morta jove abans del 804 o en la mateixa data que la següent.
- Roslinda (785-820), comtessa consort de Corbie, casada amb Wala o Vala, comte i abat de Corbie.
- Romil·la, suposada esposa del seu germanastre Berà I de Barcelona.

La maternitat de Berà no està establerta sense dubte i podria haver-hi un tercer matrimoni amb una dama goda, que seria l'autèntica mare de Berà. Com que una filla de Guillem anomenada Romil·la (de la qual no se sap la mare) és identificada amb qui va ser la muller i, doncs, germanastra de Berà, en cas que s'hagués produït aquest matrimoni (que no era excepcional en l'època), Berà probablement hauria de ser fill de la primera muller per poder casar-se amb una dona més jove que ell; però, com que el successor de fet (encara no hi havia dret hereditari) de Guillem fou el fill Bernat (dit Bernat de Septimània), fill de la segona dona, la incògnita persisteix. Si Berà fos fill de la segona dona, Romil·la no seria la seva esposa sinó una dama d'una altra família, però llavors l'enfrontament entre els bàndols de Berà i de Bernat-Gaucelm no s'explicaria.

## Posteritat en la literatura
La figura de Guillem, anomenat en l'èpica francesa Guillem d'Orange, es va convertir en el protagonista principal d'un cicle de cançons de gesta. El cicle de Guillem comprèn més de vint cançons de gesta a l'entorn de la figura de Guillem i el seu llinatge llegendari (antecessors i descendents). Les cançons més conegudes protagonitzades per Guillem són la Cançó de Guillem, Aliscans, Li coronemenz Looïs, i el Charroi de Nîmes i la Prise d'Orange. Guillem s'hi caracteritza per la força dels seus braços (Guillaume Fierabras) i pel seu nas curt (o corb, Guillaume au court nez). Algunes cançons tenen ecos de fets esdevinguts realment, com el suport que Guillem donà a Lluís o la batalla d'Orbieu.